# Live in Athens 1987 (Film)
Live in Athens 1987 ist der achte Konzertfilm auf Video und das zwölfte Videoalbum insgesamt des englischen Singer-Songwriters und Rock-Musikers Peter Gabriel, das erstmals am 16. September 2013 als eigenständiges Videoalbum von Eagle Vision veröffentlicht wurde und dessen Aufnahmen bei drei Konzerten der This Way Up Tour im Jahr 1987 im Amphitheater auf dem Lykabettus in Athen entstanden sind.

## Hintergrund
Es handelt sich um eine überarbeitete Wiederveröffentlichung des ersten Konzertfilms auf Video PoV (für Point of View) von Peter Gabriel, das erstmals 1990 von Virgin Music Video veröffentlicht wurde.

## Veröffentlichung
Im Jahr 1990 erschien die Video-Aufnahme der drei Konzerte erstmals auf VHS und Laserdisc unter dem Namen PoV. Im Jahr 2012 wurde zu dem 25-jährigen Jubiläum des Albums So eine erweiterte, restaurierte und neu abgemischte Version des Films unter dem Namen Live in Athens 1987 auf DVD in dem 25th Anniversary-Box Set des Albums mit einem zusätzlichen Audio-Album auf 2 CDs veröffentlicht und erschien dann schließlich am 16. September 2013 auch getrennt auf DVD, Blu-ray sowie als Download.
Das Doppel-DVD- bzw. Blu-ray-Paket enthält neben der Live-Show „Live In Athens 1987“ mit dem Eröffnungsset von Youssou N’Dour, das hier zum ersten Mal inklusive einer persönlichen Ansage von Peter Gabriel überhaupt veröffentlicht wurde, auch die DVD Play mit 23 Original-Promotion-Musikvideos, die bereits am 25. Oktober 2004 als eigenständiges Videoalbum veröffentlicht wurde.
Am 16. Oktober 2020 wurde Live in Athens 1987 auch als eigenständiges Audio-Album veröffentlicht. Das Set von Youssou N’Dour und Le Super Étoile de Dakar war bereits auf CD unter dem Namen Fatteliku: Live in Athens 1987 am 15. Oktober 2015 veröffentlicht worden.

## Entstehung
Bei PoV wurden Aufnahmen des Konzertes mit einer Reportage und einem Blick hinter die Kulissen kombiniert. Regie bei Gabriels „Standpunkt“ führte Hart Perry. 8-mm-Filmmaterial, das Gabriel selbst unterwegs, im Aufnahmestudio und zu Hause aufgenommen hatte, wurde mit professionell aufgenommenem Konzertmaterial kombiniert. Martin Scorsese fungierte als leitender Produzent und Michael Chapman, Scorseses Kameramann bei dem Spielfilm Wie ein wilder Stier (Raging Bull), als Filmregisseur.
Gegenüber dieser ersten Veröffentlichung des Materials wurden für Live in Athens 1987 die Lieder Family Snapshot, Intruder, The Family And The Fishing Net, Here Comes the Flood sowie Quiet And Alone (allerdings über dem Abspann) hinzugefügt, die Reihenfolge der Lieder entsprechend dem tatsächlichen Programm auf der Tour teilweise verändert und zusätzliches 8-mm-Filmmaterial, das Gabriel selbst unterwegs, im Aufnahmestudio und zu Hause aufgenommen hatte komplett entfernt und das Set von Youssou N’Dour als Vorgruppe eingefügt. Der ebenfalls hinzugefügte erstmals veröffentlichte erste Teil des Konzerts zeigt die restaurierten Aufnahmen des Auftritts von Youssou N’Dour und seiner Band Le Super Étoile de Dakar, die von Gabriel vorgestellt werden.
Das von Chapman gedrehte Filmmaterial wurde für die neue Veröffentlichung bearbeitet, wobei mehr als 150 Rollen der ursprünglichen 35-mm-Negative sorgfältig restauriert, digitalisiert und in hochauflösendem Stereo und 5.1-Surround-Sound neu abgemischt und neu gemastert wurden. Anderthalb Tonnen Konzertfilm wurden bearbeitet. Wegen des großen Aufwandes wurde beschlossen nur das Filmmaterial der Konzerte zu verwenden.

## Titelliste

### Disc 1: Live in Athens 1987 – Youssou N’Dour And Les Super Étolites de Dakar
Alle Lieder wurden von Youssou N’Dour geschrieben:
1. Immigrés
2. Kocc Barma
3. Nelson Mandela
4. Ndobine
5. Sama Dome / My Daughter

### Disc 1: Live in Athens 1987 – Peter Gabriel
Alle Lieder wurden von Peter Gabriel geschrieben, außer This is the Picture (Excellent Birds), das von Peter Gabriel gemeinsam mit Laurie Anderson geschrieben wurde.
1. This is the Picture (Excellent Birds)
2. San Jacinto
3. Shock the Monkey
4. Family Snapshot
5. Intruder
6. Games Without Frontiers
7. No Self Control
8. Mercy Street
9. The Family And The Fishing Net
10. Don’t Give Up
11. Solsbury Hill
12. Lay Your Hands on Me
13. Sledgehammer
14. Here Comes the Flood
15. In Your Eyes
16. Biko
17. Quiet And Alone

### Disc 1: Live in Athens 1987 – Extras
Zu den Bonus-Features gehört das Sledgehammer-Musikvideo, das zum ersten Mal in 5.1-Ton veröffentlicht wurde und mit Titeln und Abspann versehen ist, die normalerweise bei der Ausstrahlung nicht zu sehen sind. Außerdem gibt es ein Interview, das Gabriel 1986 mit Paul Gambaccini von BBC Radio 1 führte, in dem er über seine Pläne für die Videos zu den Liedern des kommenden Albums So, sowie über seine Ambitionen für die dazugehörige Live-Show spricht.
1. 1986 Interview With Paul Gambaccini
2. Sledgehammer (Video In 5.1-Surround)

### Disc 2: Play: The Videos
1. Father, Son
2. Sledgehammer
3. Blood of Eden
4. Games Without Frontiers
5. I Don’t Remember
6. Big Time
7. Lovetown
8. Red Rain
9. In Your Eyes
10. Don’t Give Up
11. The Barry Williams Show
12. Washing of the Water
13. Biko
14. Kiss That Frog
15. Mercy Street
16. Growing Up
17. Shaking the Tree
18. Shock the Monkey
19. Steam
20. The Drop
21. Zaar
22. Solsbury Hill
23. Digging in the Dirt

### Disc 2: Play: The Videos – Extras
(In den gleichen Audioformaten wie der Hauptteil vorhanden.)
1. Games Without Frontiers (Live 2004) (Bonustrack)
2. Modern Love (Original 1977 Music Video, Bonustrack)
3. The Nest That Sailed The Sky (Bonustrack)

### Disc 2: Play: The Videos – Trailer
1. Trailer für Growing Up Live (Bonustrack)
2. Trailer für Growing Up on Tour: A Family Portrait (Bonustrack)
3. Trailer für Secret World Live (Bonustrack)

### Disc 2: Play: The Videos – Weitere Extras
1. Credits (mit einem neuen Instrumental-Mix von In Your Eyes von Richard Chappell)
2. Programmable 18 Track Jukebox (zum Erstellen einer eigenen Playlist)

## Mitwirkende

### Musiker Disc 1: Live in Athens 1987

#### Hauptmusiker
- Peter Gabriel – Gesang, Keyboards, Vogelstimmen, Perkussion, Marimba
- Manu Katché – Schlagzeug
- Tony Levin – Bassgitarre, Keyboards, Begleitgesang
- David Rhodes – E-Gitarre, Begleitgesang
- David Sancious – Keyboards

#### Gastmusiker
- Le Super Étoile de Dakar – Gastmusiker (auf In Your Eyes)
- Youssou N’Dour – Gastsänger, Marimba (auf In Your Eyes)

### Technische Unterstützung Disc 1: Live in Athens 1987
- Laurie Anderson – Songwriterin (This is the Picture (Excellent Birds) unter dem Titel Excellent Birds)
- David Bottrill – Original 1987 Mixing
- Richard Chappell – Tontechniker-Assistent
- Michael Chapman – Original 1987 Filmregisseur (Konzertmaterial)
- Ian Cooper – Mastering
- Richard Evans – Tontechniker-Assistent
- Ben Findlay – 5.1-Mastering, Mixing, Musik- und Filmproduzent
- Peter Gabriel – Songwriter
- Armando Gallo – Frontcover-Foto
- Nguyen Green – Mixing-Assistent
- Guido Harari – Backcover-Foto
- Christopher Johns – Tontechniker-Assistent
- Kevin Killen – Original 1987 Mixing
- Michael Large – Team-Management
- Dana Heinz Perry – Original 1987 Filmproduzentin (Postproduktion)
- Sandy Lieberson (Sanford Lieberson) – Original 1987 Filmproduzent
- Hart Perry – Original 1987 Filmregisseur (Heimvideo), Postproduktion
- Martin Scorsese – Original 1987 Leitender Produzent
- David Taraskevics – Aufnahmeleiter

### Mitwirkende Technik Disc 2: Play: The Videos
(Quelle:)
- Marc Bessant – Artwork, Verpackungs-Design
- Tchad Blake – Audio-Mix (Growing Up und The Barry Williams Show)
- Richard Chappell – Audio-Mixe
- Tony Cousins – Mastering
- Ben Findlay – Audio-Mixe
- Peter Gabriel –  leitender Produzent
- Armando Gallo – Fotografie
- Stefan Goodchild – DVD-Authoring
- Paul Grady – Audio-Mixe
- Daniel Lanois – Audio-Mixe
- Mike Large – Executive Producer
- Stephen Lovell-Davis – Fotografie
- Susie Millns – Design-Koordination
- Charlie Murphy – Fotografie
- Arnold Newman – Fotografie
- Lee Parry – DVD-Authoring
- Annie Parsons – Assistentin für Peter Gabriel
- Ray Still – Executive Producer
- York Tillyer – DVD-Authoring, Fotografie